# Vladimír Preclík
Vladimír Preclík (23. května 1929 Hradec Králové – 3. dubna 2008 Praha) byl český sochař, malíř, řezbář a spisovatel, vysokoškolský pedagog, předseda uměleckého spolku Mánes. Během života vytvořil přes 800 soch a napsal dvanáct knih. Na zámku v Bechyni je otevřeno Muzeum Vladimíra Preclíka se stálou expozicí jeho děl. Stálá expozice jeho prací je také v jeho rodném Hradci Králové. V tamější katedrále sv. Ducha je umístěna Preclíkova busta (poprsí včetně rukou) čtvrtého římského papeže sv. Klimenta.

## Život
Narodil se v Hradci Králové, dětství prožil v Josefově.  Studoval na Vyšší škole sochařsko-kamenické v Hořicích (1946–1950) a na Vysoké škole uměleckoprůmyslové v Praze, ateliér prof. Josefa Wagnera (1950–1955).  Než vstoupil na umělecké školy, učil se řemeslo řezbářské v Hradci Králové, kde rovněž docházel do ateliéru Josefa Škody.
Byl členem skupiny Trasa 54, která sdružovala výtvarníky hlásící se k odkazu meziválečné avantgardy.  V šedesátých letech často pobýval v zahraničí, navázal kontakty s polskými a jugoslávskými umělci. Několikrát dostal nabídku k emigraci, ale odmítl. V roce 1965 se prostřednictvím  Nadace Michaela Károloyiho dostal do francouzského města Vence, kde během ročního pobytu získal mnoho nových impulzů pro svou tvorbu. V roce 1967 strávil několik měsíců v Kanadě. 
Vystavoval od roku 1958 (již tehdy zaujaly jeho dřevěné moderní perfektně provedené sochy Dopravní prostředek, Staré provensálské město, Ježek, portréty Jana Wericha, Jaroslava Ježka a další) a uspořádal více než 80 samostatných výstav doma i v zahraničí. Získal řadu ocenění a uznání. V roce 1967 byl vybrán mezinárodní jury mezi největších 50 sochařů světa, na 9. bienále v São Paulo vystavoval velkou kolekci svých soch. V témž roce byl jeho více než čtyřmetrový dřevěný Strom života vystaven mezi uměleckými díly na světové výstavě EXPO ' 67 v Montrealu, kde se vedle sebe octla jména Preclík a Picasso. Je zastoupen ve všech krajských galeriích v České republice i ve významných muzeích v zahraničí (Centre Pompidou v Paříži, Middelheim v Antverpách…).  V roce 1968 obdržel na XXXIV. bienále v Benátkách cenu Akston Foundation. V roce 1969 pobýval několik měsíců ve Švýcarsku. 
Jeho první manželkou byla akademická sochařka a malířka Zdena Fibichová, jejímž dědečkem byl hudební skladatel Zdeněk Fibich. Na svých dalších plastikách pracoval zejména ve svém novém atelieru v Braníku v Praze 4, kde rovněž převážně bydlel až do předčasného úmrtí Zdeny Fibichové v roce 1991. Dobrými přáteli byli Jan Werich a Vladimír Holan, které často navštěvoval ve vile v Praze na Kampě. V roce  2006 se znovu oženil.
V 60. letech 20. století byl spoluzakladatelem a organizátorem proslulých Mezinárodních sochařských sympozií v Hořicích, obnovených po vnucené normalizační přestávce počátkem 90. let, která přivedla do Čech evropské i světové sochaře. 
Během normalizace téměř nemohl vystavovat, intenzivně se věnoval hlavně literatuře. Od roku 1973 pracoval většinu roku ve Velkých Popovicích. V  letech 1984–1985 vytvořil spolu s Miroslavem Horníčkem a Iljou Hurníkem několikadílný televizní seriál Československé televize formou kulatého stolu a diskuzního pořadu, nazvaný Trojhlas. V roce 1986 byla vydána stejnojmenná kniha, v níž ve vzájemné korespondenci vyslovují autoři – sochař, herec a muzikant – své názory na umění, své postřehy o lidech a věcech.
V roce 1975 vytvořil originální uměleckou sestavu polychromovaných moderních soch ve velkých skleněných lahvích, kterou slovně ocenil i jeho přítel Jan Werich.
Jako jeden z prvních podepsal v roce 1989 petici kulturních a dalších známých osobností „Několik vět“ na podporu iniciativy Václava Havla.
V roce 1990 byl jmenován profesorem sochařství na Vysokém učení technickém v Brně a spoluzakládal Fakultu výtvarných umění, jejímž se stal prvním děkanem (1993–1997). Roku 1990 realizoval též pomník s bronzovou sochou T. G. Masaryka (Vincenc Makovský) v Bystřici nad Pernštejnem a zvítězil v soutěži na návrh Památníku amerických osvoboditelů města Plzně 6. května 1945. Masarykův pomník v nadživotní velikosti s podstavcem v Preclíkově úpravě byl předtím postaven v ose Václavského náměstí a pěší zóny v Praze na Můstku u příležitosti tehdejší více než půlroční výstavy k výročí vítězství demokracie v Československu, uspořádané Na příkopě a v paláci U Hybernů.
Postupně byl poslancem ČNR za OF Východočeského kraje, předsedou Unie výtvarných umělců ČR, předsedou Sdružení sochařů Čech, Moravy a Slezska, prezidentem Mezinárodního sochařského sympozia v Hořicích, založil Interlignum (sympozium pro dřevo v Deštném v Orlických horách) a Letní školu pro mladé sochaře na Orlíku. Byl rovněž členem Masarykova demokratického hnutí, jehož zakládací listinu podepsal v roce 1990. Byl předsedou S.V.U. Mánes, předsedou PEN klubu a předsedou občanského sdružení Křížová cesta, jež v roce 2004 založil s úmyslem ztvárnit novodobou křížovou cestu v krajině Kuksu, volně inspirovanou někdejší Kalvárií žirečských jezuitů a hraběte F. A. Šporka. Příběh utrpení a nadějí člověka (Křížová cesta 21. století) představuje cyklus patnácti zastavení vytvořených z hořického pískovce českými sochaři tří generací v čele s V. Preclíkem, který byl slavnostně otevřen 4. října 2008. Na úvodní mramorové stéle najdeme Preclíkův citát: „Každý z nás si nese svým životem vlastní křížovou cestu. A bez naděje se neobejdeme.“ Zajímavá souborná výstava Preclíkových děl na počátku nového tisíciletí byla v Městském muzeu pod věží Staré radnice na Masarykově náměstí v Třeboni, kde zaujal zejména nový portrét Jana Vodňanského.

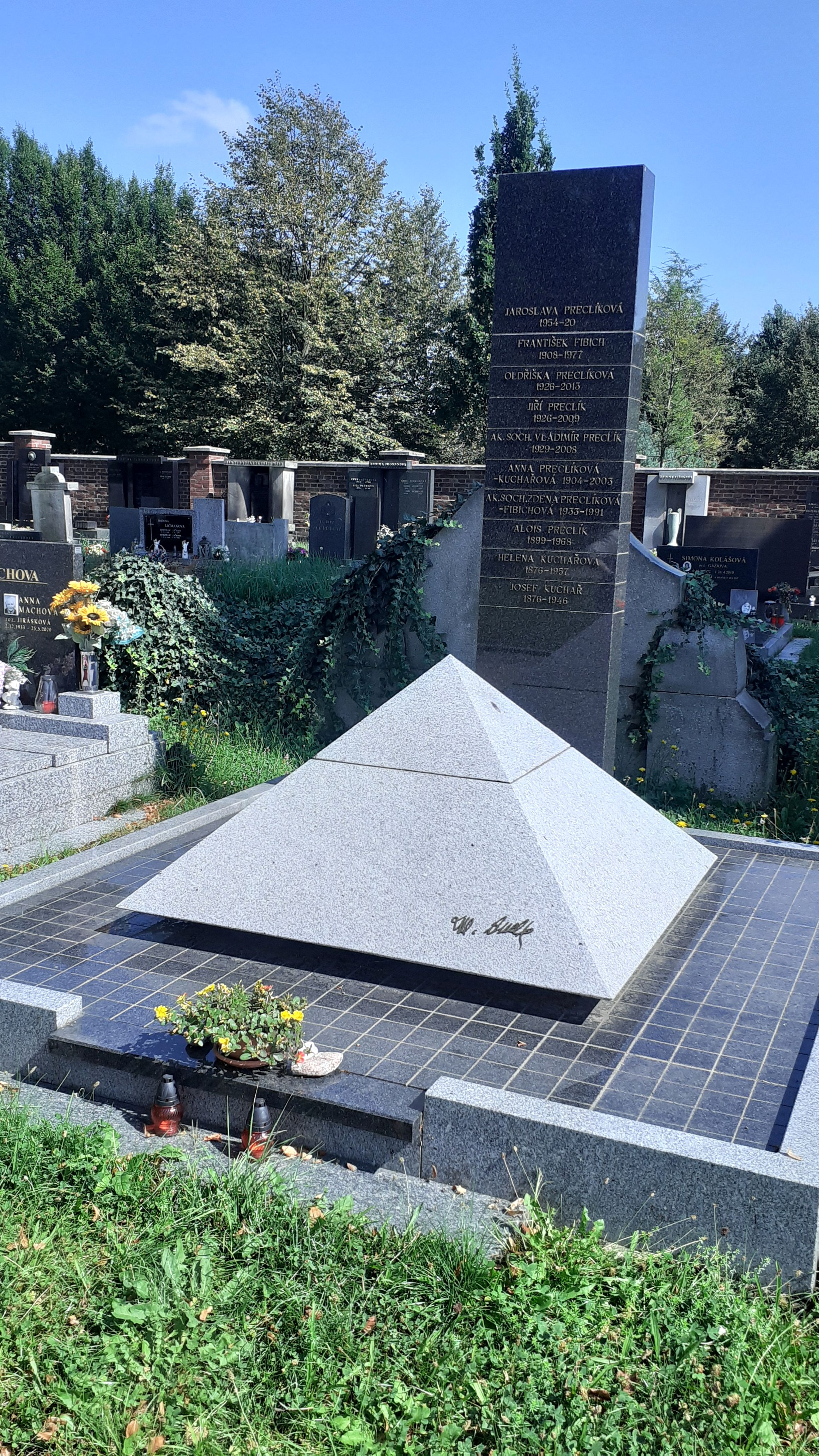
hrob Vladimíra Preclíka a jeho rodiny v Jaroměři

Jeho přítel Jiří Kolář, s nímž rovněž umělecky spolupracoval, mu věnoval řadu svých prací (speciálně polepené housle a další koláže). V roce 1998 bylo v Bechyni v zámeckém parku, v pozdně gotické bývalé zámecké sýpce otevřeno Muzeum Vladimíra Preclíka. Vladimír Preclík v roce 2004 daroval rodnému Královéhradeckému kraji soubor svých soch, obrazů a celý literární archiv. 
Zemřel po delší nemoci 3. dubna 2008 v Praze. Na pohřbu Vladimíra Preclíka pronesl poslední rozloučení kardinál Dominik Duka a vyzdvihl jak Preclíkovo umění, tak jeho lidské vlastnosti. Pochován je v rodinném hrobě na hřbitově v Jaroměři. V roce 2009 byla odhalena pamětní deska na domě v ulici 5. května čp. 258 v Josefově, kde sochař vyrůstal. Jejím autorem je akademický sochař Milan Knobloch.

## Ocenění
Zastupitelstvo města Brna udělilo Cenu města Brna  pro rok 1998 v oboru výtvarné umění profesoru Vladimíru Preclíkovi za celoživotní dílo a za významný přínos brněnskému vysokému školství. V roce 2000 byl oceněn Zlatou medaili rektora VUT za zásluhy o rozvoj vysokoškolského učení v Brně.
V roce 2017 mu byl in memoriam udělen titul čestného občana města Hradce Králové. Hlasování o udělení titulu probíhalo již dříve, ovšem v letech 1999 a 2005 je městské zastupitelstvo neschválilo.
Zastupitelstvo města Hořice na svém zasedání 25. dubna 2022 schválilo udělení čestného občanství in memoriam akademickému sochaři profesoru Vladimíru Preclíkovi za vůdčí roli při vzniku a organizaci Mezinárodního sochařského sympozia Hořice.

## Dílo
Sochařská tvorba Vladimíra Preclíka je velice rozsáhlá, vytvořil více než osm set sochařských děl. Pracoval s různými materiály, s kamenem, kovem a především se dřevem, které často dotvářel mořením, polychromováním, zlacením nebo kombinováním s dalšími materiály (kůže, kožešina, textil, papír, bronz). Vytvářel sochařské cykly. Jedním z prvních byla Česká avantgarda – portréty významných osobností: E. F. Burian, Vítězslav Nezval, František Halas, Josef Čapek, Vladislav Vančura, Václav Špála, Jiří Mahen, Jan Zrzavý, S. K. Neumann, Jaroslav Ježek a Jan Werich. V šedesátých letech jeho tvorba směřovala k abstrakci. Vznikly další cykly, například Vertikální kompozice, Trůny, Antistroje, Provensálská města, Orchestriony, Vlastnosti, Depozitáře, Pražská apatyka). Zamýšlel se nad osudem jednotlivce, zabýval se problémem moci, vlivem civilizace na člověka, ekologickou problematikou, mýty apod.
Je také autorem několika pomníků a sochařských děl pro veřejné prostory. Vedle sochařské tvorby se věnoval také malbě, kresbě, grafice a od roku 1982 také spisovatelské činnosti. Jeho literární tvorba čerpá z autobiografických zdrojů, vzpomínek a životních prožitků. Často se vztahuje k jeho rodnému kraji. 

## Galerie

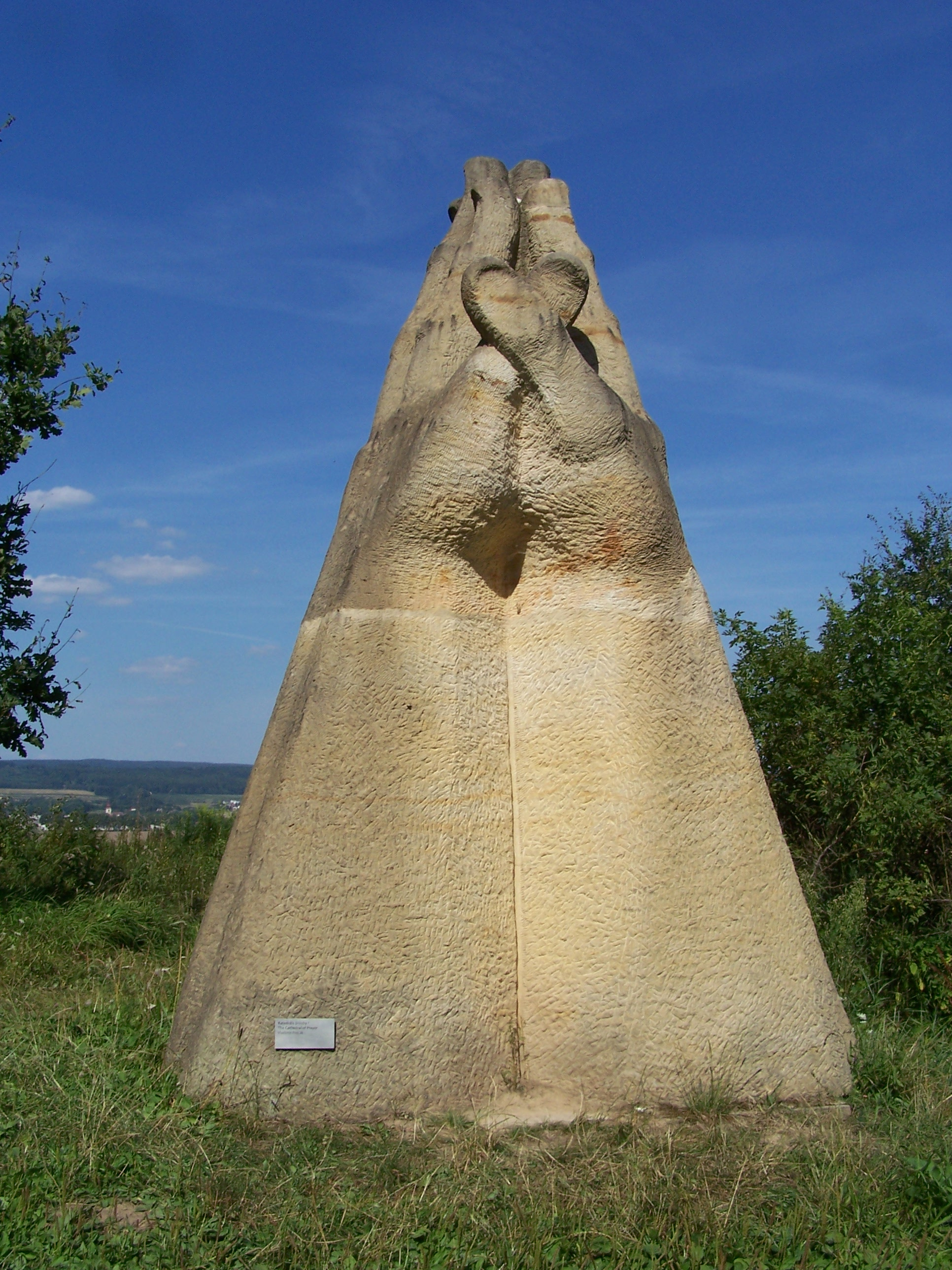
Katedrála prosby, Křížová cesta 21. století u Kuksu (2008)
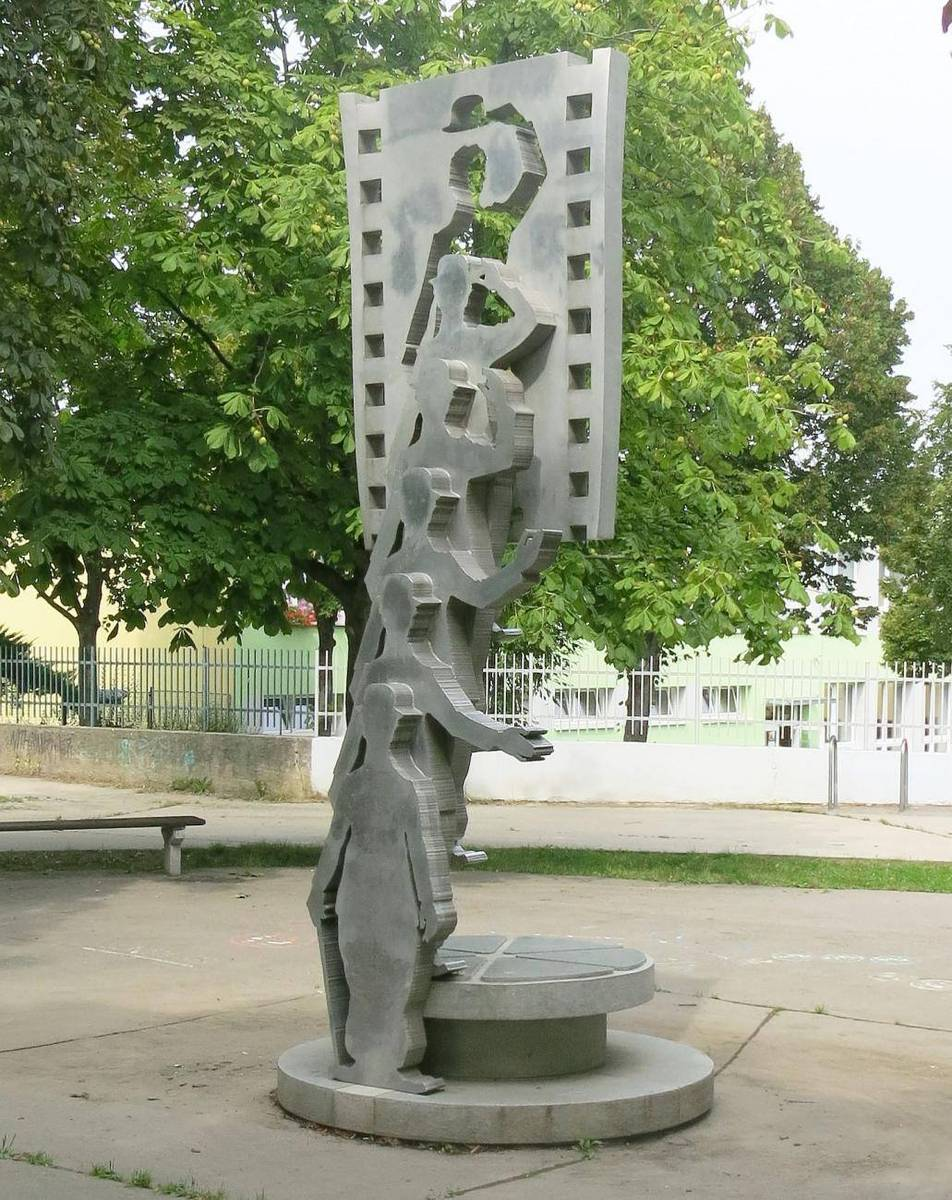
Němý film, plastika na Barrandově v Praze, Chaplinovo náměstí (1988)
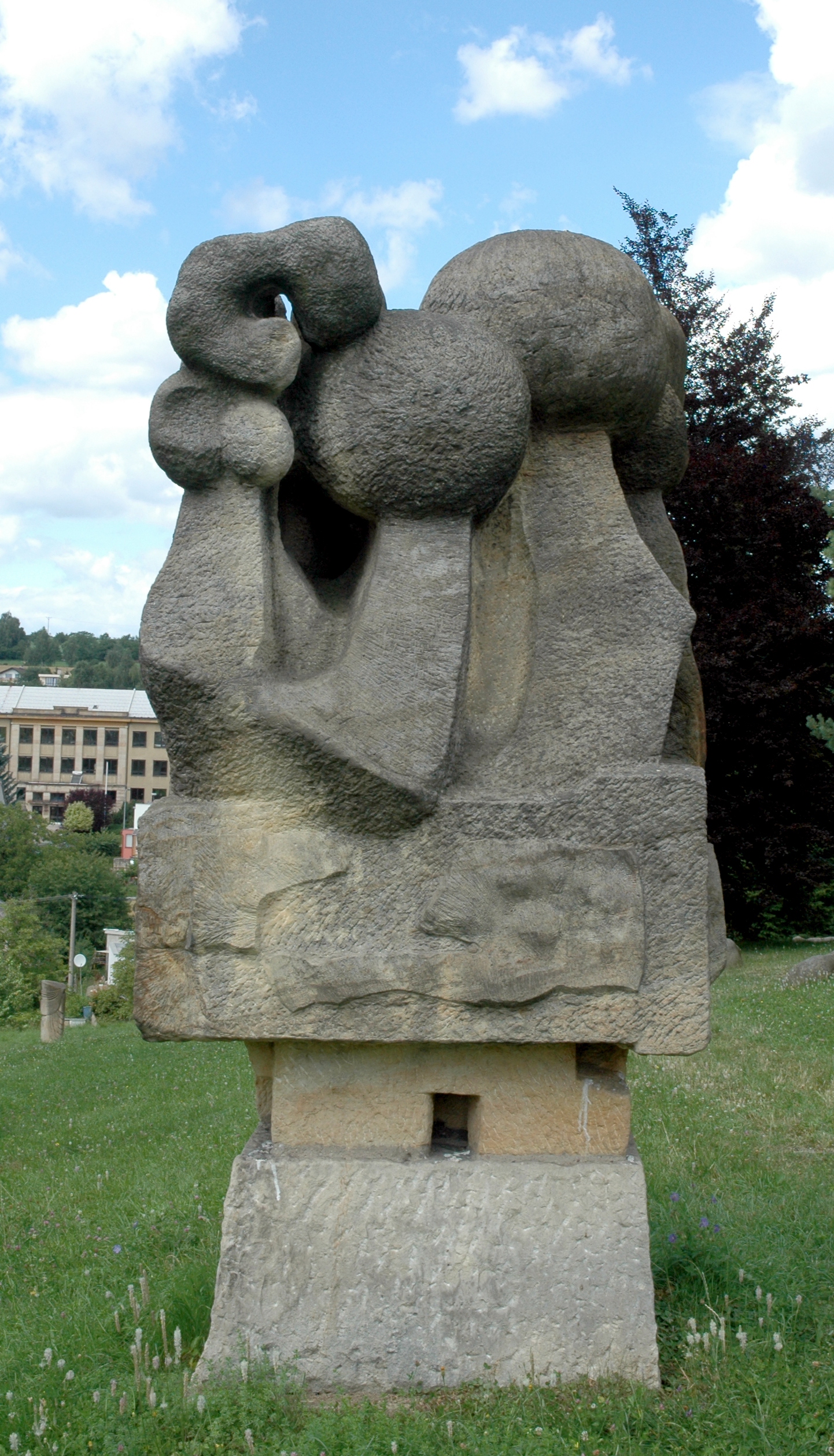
Staré provensálské město, Hořice (1966)
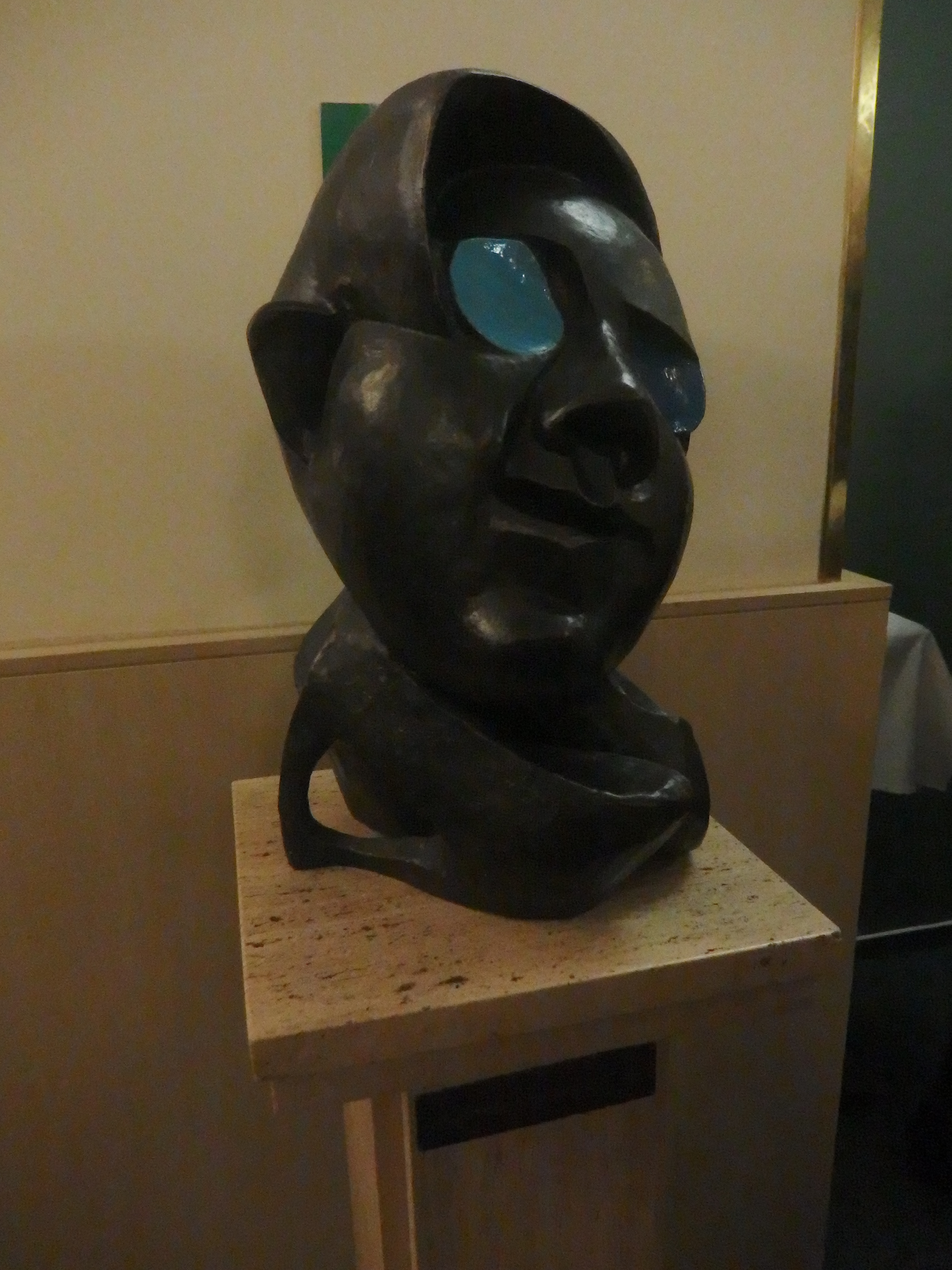
Jaroslav Ježek (1959)
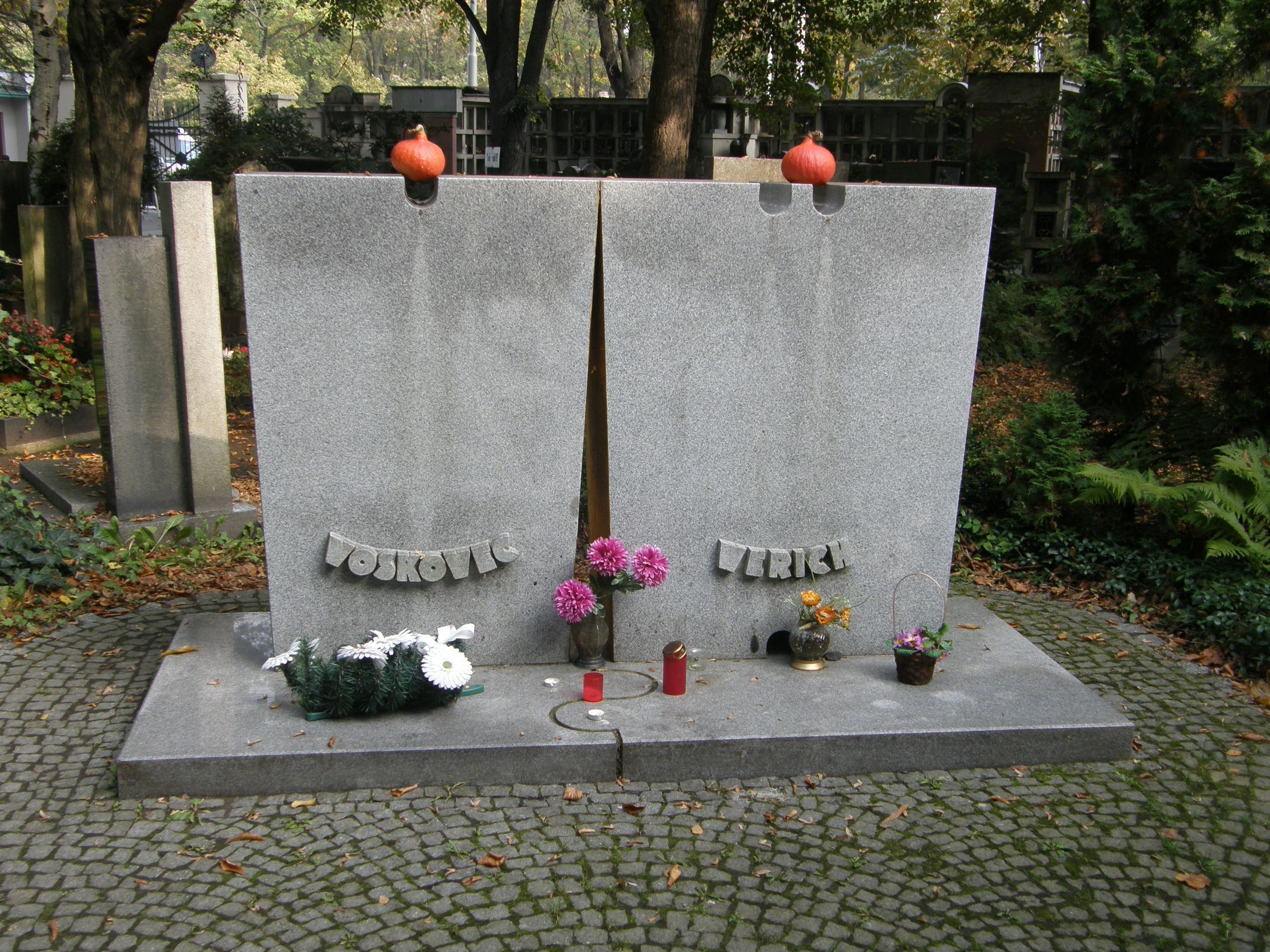
společný hrob Voskovce a Wericha, Olšanské hřbitovy v Praze
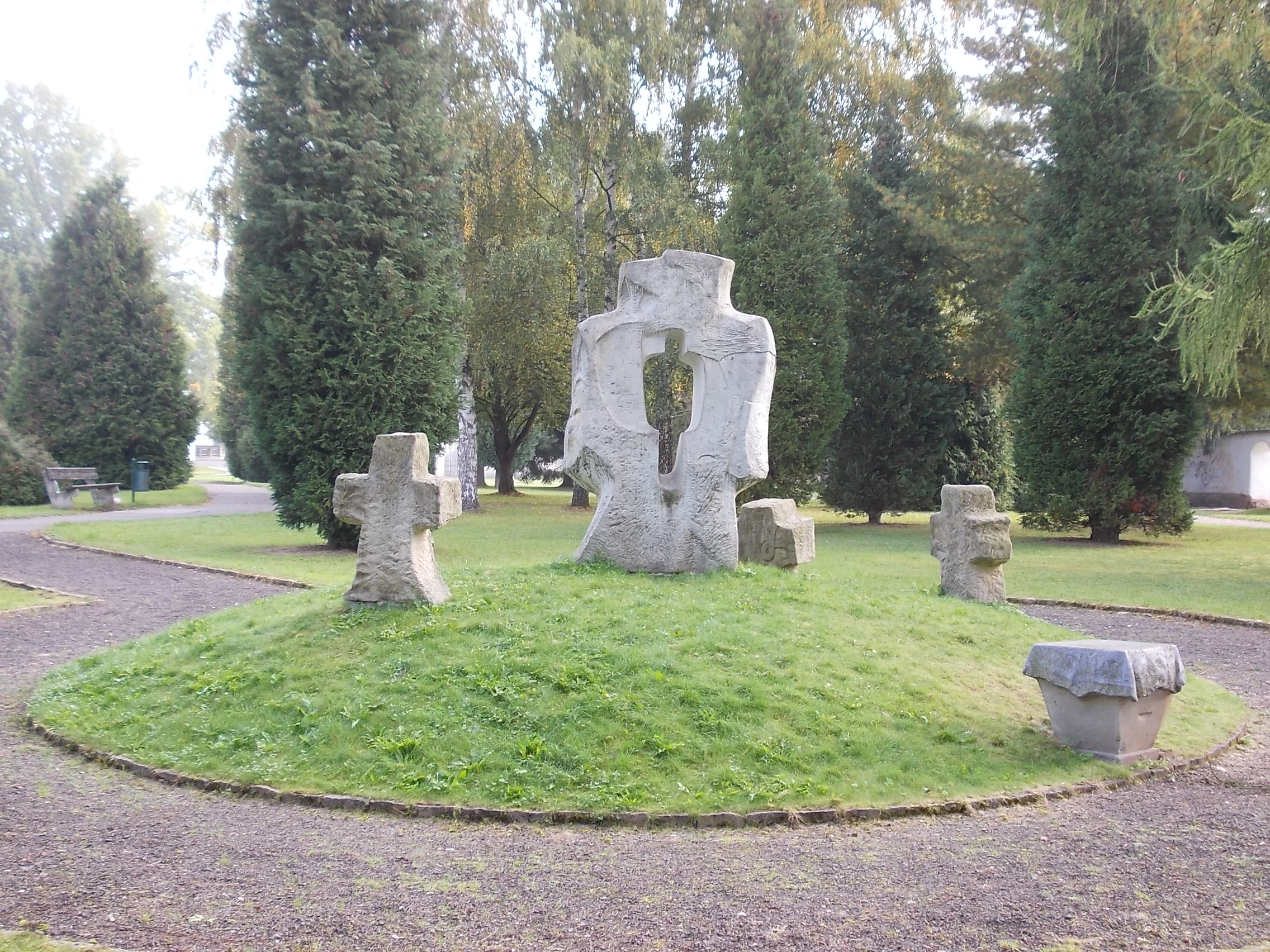
památník Obětem násilí, Hostinné (2002)
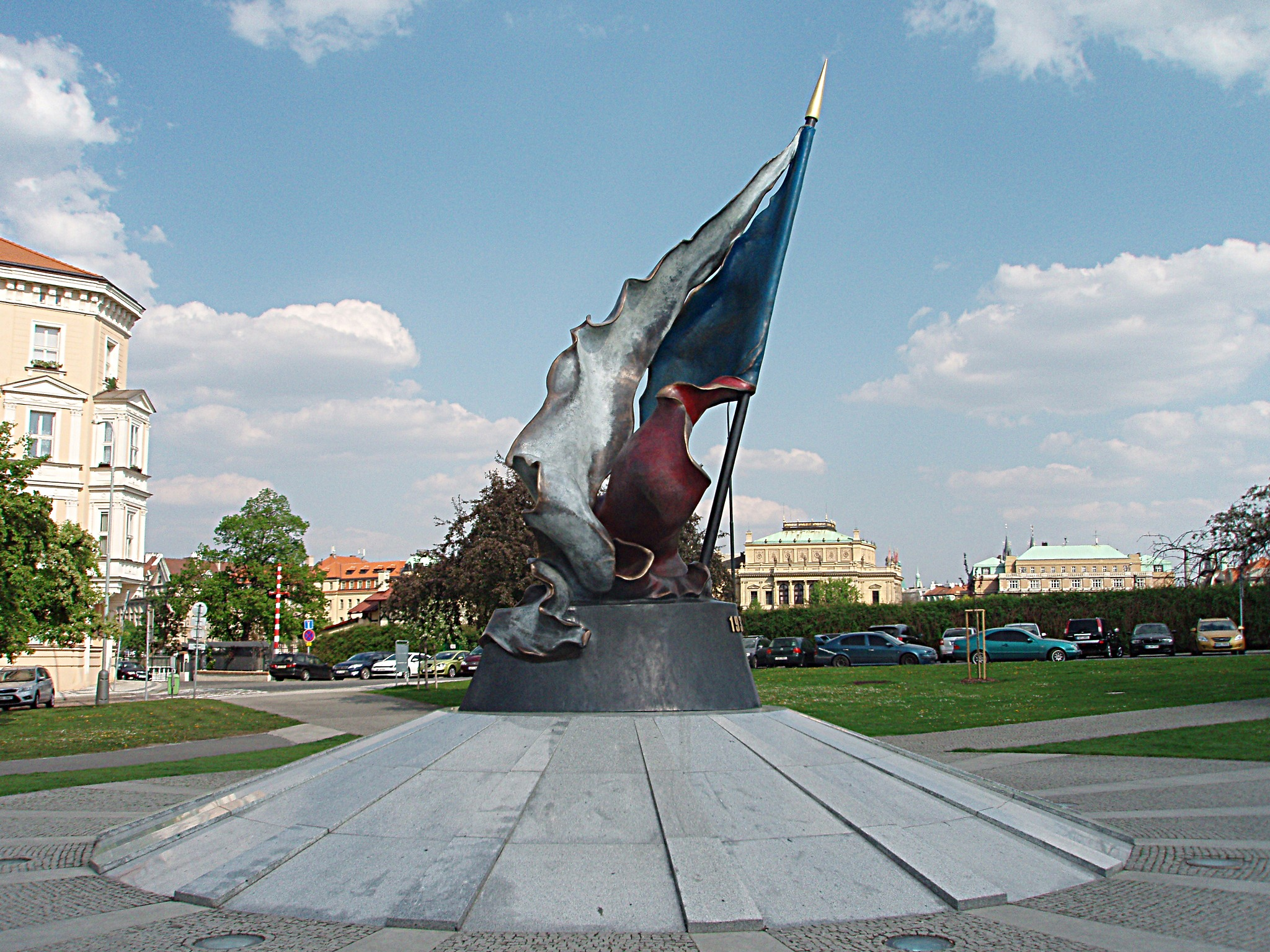
Památník druhého odboje, Praha–Klárov (2005)

## Samostatné výstavy (výběr)
- 1959 Salon Na chodbě, D 34, Praha
- 1963 Galerie Krzysztofory Krakov, GalerieK Krzywe kolo Varšava (Polsko)
- 1965 Galerie Suvremene umjetnosti Záhřeb, Moderna galerija Rijeka (Jugoslávie)
- 1966 Galerie Alphonse Chave Vence (Francie)
- 1969 Oblastní galerie umění Zlín, Moravská galerie Brno,  Oblastní galerie výtvarného umění Olomouc
- 1970 Galerie Alice Pauli Lausanne (Švýcarsko)
- 1975 Kulturní dům v Orlové
- 1978 Galerie výtvarného umění Cheb
- 1980 Art 11’80 (One man show) Basilej (Švýcarsko)
- 1982 Dům umění v Opavě, Muzeum Kroměřížska na zámku v Chropyni
- 1987 Krajská galerie Hradec Králové, Moravské muzeum Brno, divadlo Semafor Praha
- 1989 Galéria hlavného města Bratislavy
- 1991 Mánes Praha,  Východočeská galerie Pardubice
- 1992 Západočeská galerie Plzeň, Severočeská galerie umění Liberec, Horácká galerie Jihlava, Severomoravská galerie Ostrava
- 1994 Galerie U prstenu Praha
- 1999 Muzeum východních Čech v Hradci Králové,  Zámek Dobříš, Galéria Z Bratislava
- 2002  Národní technické muzeum, Praha
- 2005 Galerie koruna Hradec Králové, Východočeská galerie Pardubice
- 2007 Mánes Praha, Městská galerie Hradec nad Moravicí

## Knihy
- Trojhlas (Melantrich, 1986) společně s Miroslavem Horníčkem a Iljou Hurníkem, kteří byli jeho dlouholetými přáteli
- Dřevěná knížka (Melantrich, 1988), eseje o výtvarném umění
- Tiše se přemisťovati  (Kruh, 1989), Cyklus úvah, povídek a črt z cest po východních Čechách a stopách barokního sochařství.
- Smírčí kříže (Čs. spisovatel, 1989). Příběhy vyprávějí historii tzv. smírčích křížů, jako symbolu pokání a konečného usmíření na místě provedeného zločinu.
- Kameny pokání (Melantrich, 1995), krátké příběhy inspirované smírčími kříži
- Holomráz (Nevole, 1995), beletrizovaná autobiografie
- Americký kolotoč (Petrov, 1997), povídky
- Deset zastavení v Provence (Kant, 2001)
- 54 týdnů dobrého roku (Eminent, 2001)
- Paměť sochařského portrétu (Academia, 2003),  historie portrétů ve světovém umění,  vzpomínky na vlastní tvorbu
- Motáky z bechyňské šatlavy (Galerie Bayer & Bayer, 2004)
- Přišel jsem pozdravit sochy (Gallery, 2004),  věnováno 16 ročníkům sochařského sympozia v Hořicích
- Sochařům se netleská: rozhovor Lenky Jaklové s Vladimírem Preclíkem (Gallery, 2006)
- s Vladimírem Justem Šifra mistra Vladimíra, aneb, 50+50 (Paseka, 2007)

### Biografie
- MALINA, Jaroslav, ed. a kol. Vladimír Preclík: Brno 1990–1998. 1. vyd. Brno: Nadace Universitas Masarykiana, 2002. 255 s. Osobnosti. ISBN 80-86258-23-8.
- BALEKA, Jan. Vladimír Preclík. 1. vyd. Praha: Academia, 2004. 292 s. ISBN 80-200-0995-7.
- PRECLÍK, Vladimír. Jak jsem portrétoval Českou avantgardu [zvukový záznam]. Praha: Radioservis, ©2004. 1 zvuková deska (63:01).
- PRECLÍK, Vratislav. Za sochařem Vladimírem Preclíkem. Čas. 2008, roč. 16, č. 82 (duben–červen), s. 5–6. ISSN 1210-1648.

### Katalogy
- Vladimír Preclík: barevné sochy: Muzeum Jindřichův Hradec, Vlachovo Březí, Muzeum Dačice, červen – říjen 1983. Jindřichův Hradec: Okresní muzeum, 1983. 32 nečísl. s. Texty Bohumil Hrabal, Jan Dvořák.
- POHRIBNÝ, Arsén. Moderná česká plastika: Socha piešťanských parkov '68: k 50. výročiu Československa: 21. VI. – 15. IX., Piešťany, Kúpeľný Ostrov. V Bratislave: Vydavatelstvo SFVU, [1968]. 98 nečísl. s.